# Kassina maculata
Kassina maculata (auch als Rotschenkel-Fleckenfrosch, Rotbeiniger Rennfrosch, Rotschenkelfrosch, Gefleckter Rennfrosch, Fleckenfrosch, Flecken-Rennfrosch und Rotbeiniger Leopardfrosch bezeichnet) ist ein Riedfrosch, dessen Innenseiten der Gliedmaßen, wie die Trivialnamen andeuten, rot gefärbt sind.

## Merkmale
Kassina maculata ist einer der größeren Vertreter der Riedfrösche, wobei die Männchen eine Länge von 55–65 mm erreichen können. Die Haut ist glatt, der Bauch warzig, die Schnauze abgerundet. Der Rücken ist grau mit schwarzen, ovalen, dünn hell umrandeten Flecken, der Bauch weißlich, manchmal mit dunklen Flecken. Die Innenseiten der Gliedmaßen, die Leistengegend und die Achselhöhlen sind leuchtend rot mit schwarzen Flecken. Die Finger- und Zehenscheiben sind deutlich erkennbar und breiter als der Durchmesser der Subarticulartuberkel (unter den Gelenken sitzende Tuberkel/Höcker). Die Augen haben eine senkrechte Pupille. Die Iris ist braun, nicht goldgelb wie bei Kassina senegalensis.
Der Ruf von Kassina maculata besteht aus einer unregelmäßigen Abfolge kurzer Silben, die sich über einen weiten Frequenzbereich erstrecken, die Rufe sind höher und kürzer als diejenigen von Kassina senegalensis und Kassina wealei, mit denen er im Osten Südafrikas sympatrisch vorkommt. Die Art ruft meist von der Wasseroberfläche aus, zwischen Wasservegetation in der Uferzone der Fortpflanzungsgewässer.

## Verbreitung und Lebensraum
Das Verbreitungsgebiet von Kassina maculata reicht im östlichen Afrika von Witu an der Küste Kenias nach Süden über Tansania und Mosambik bis KwaZulu-Natal im östlichen Südafrika. In das Innere Afrikas reicht das Verbreitungsgebiet bis in das südliche Malawi, das östliche Simbabwe und das östliche Eswatini. Auch auf Sansibar kommt die Art vor. Kassina maculata ist generell ein Tieflandbewohner, kommt in Bvumba in Simbabwe aber auch bis in Höhen von 1,400 Meter vor.
Der Lebensraum von Kassina maculata ist die Savanne, Gras- und Buschland sowie landwirtschaftlich geprägtes Gebiet.

## Lebensweise
Kassina maculata bewegt sich nicht wie die meisten Froschlurche hüpfend, sondern laufend (mit alternierenden Beinbewegungen der Hinterbeine) fort (deshalb Rennfrosch engl.: Running Frog). Bei Begegnung mit potentiellen Fressfeinden versucht er nicht zu fliehen, sondern nimmt eine Abwehrhaltung ein (eine Form der Thanatose): Dabei kugelt sich der Frosch mit nach unten gerichteten Kopf ein und zieht alle Gliedmaßen dicht an den Körper. Die auffallenden roten Farbmarkierungen werden nicht exponiert, sondern verborgen. Die Art besitzt giftig wirkende Hautsekrete, die sich teilweise auf die Herztätigkeit von Säugetieren auswirken. 
Die Eiablage erfolgt bevorzugt in großen, gut bewachsenen, temporären und permanenten Gewässern. Die Eier werden an submerse Pflanzen angeheftet. Die Kaulquappen werden mit einer Länge von 13 cm (4 cm plus 9 cm Schwanz) recht groß. Ihr Schwanz ist hoch, jedoch nicht so hoch wie bei Kassina senegalensis. Die Kaulquappen leben frei schwimmend (nektonisch), nicht am Gewässergrund.

## Systematik
Die Art wurde 1853 von Auguste Duméril als Hylambates maculatus erstbeschrieben. Im Jahr 1931 beschrieb Parker eine andere Amphibienart unter demselben Namen (heute Kassina cochranae Loveridge, 1941), was zu einiger Konfusion in der Taxonomie führte. Die Gattung Kassina umfasst 16 Arten, die alle in Afrika leben und gehört zur Familie Hyperoliidae. Diese gehört zu einer Klade verwandter, afrikanischer Familien, deren Vertreter meist entweder baumlebend oder grabend sind, die von verschiedenen Autoren als Arthroleptoidae (Dubois 1992), Brevicipitoidae Bonaparte, 1850 oder Afrobatrachia Frost et al. 2006 benannt worden ist.
Anhand phylogenomischer Studien (Sequenzvergleich der 16S-rRNA des Rekombinase-Gens Rag1) erwies sich Kassina als monophyletisch und (getestet Kassina maculata) als nahe verwandt mit den Gattungen Hyperolius (getestet Hyperolius viridiflavus) und Heterixalus (getestet Heterixalus tricolor). Damit erscheint die Zugehörigkeit von Kassina gesichert und eine Monophylie der Hyperoliidae wahrscheinlich.

## Gefährdung
Auf Grund der weiten Verbreitung, der Tolerierung unterschiedlicher Habitate und des vermutlich großen Bestandes, stuft die International Union for Conservation of Nature and Natural Resources (IUCN) Kassina maculata als nicht gefährdet (Least Concern, LC) ein.